# 7 Things
«7 Things» —en español: «7 cosas»— es una canción de la cantante estadounidense Miley Cyrus. Fue coescrita por Cyrus, Antonina Armato y Tim James, y producida por John Fields. Fue lanzada el 17 de junio de 2008 por Hollywood Records como el primer sencillo de Breakout, su primer álbum sin vínculos a su personaje de Hannah Montana de la serie de mismo nombre de Disney Channel. Registrada como «Seven Things I Hate About You», Cyrus la desarrolló durante el Best of Both Worlds Tour mientras se sentía con emociones múltiples por un exnovio que solía estar siempre furioso. La publicación de la canción trajo denuncias de que se trataba de Nick Jonas de los Jonas Brothers, que Cyrus no confirmó ni negó. Musicalmente, «7 Things» tuvo aspectos tanto del country como del pop punk, mientras que la letra de su estribillo enlistaba siete rasgos que Cyrus odiaba sobre un exnovio.
«7 Things» recibió reseñas mixtas de los críticos, pero disfrutó de un éxito comercial en todo el mundo al convertirse en un top 10 en las listas de éxito en Australia, Japón, Noruega y Estados Unidos. En este último país vendió 1 690 000 descargas hasta julio de 2013. El sencillo fue certificado oro por la Australian Recording Industry Association (ARIA), mientras que su aparición en el Hot 100 de Japón hizo que «7 Things» fuera la primera canción de Cyrus que subiera a las listas musicales de un país asiático. El vídeo musical de la canción fue dirigido por Brett Ratner y contaba con Cyrus interpretando la canción respaldada por una banda al tiempo que varias adolescentes hacían sincronización labial junto a la interpretación de la canción. Las chicas agarraban una variedad de accesorios, tales como cartas de amor y bolas de nieve, inspirado en los objetos personales de Cyrus que le había regalado su ex. El video fue nominado a los MTV Video Music Award tanto en la entrega de premios de 2008 como en la de 2009. Cyrus promovió la canción a través de varios lugares incluyendo su primera gira mundial, el Wonder World Tour. El video llegó a contar con más de 230 000 000 de reproducciones en YouTube.

## Antecedentes

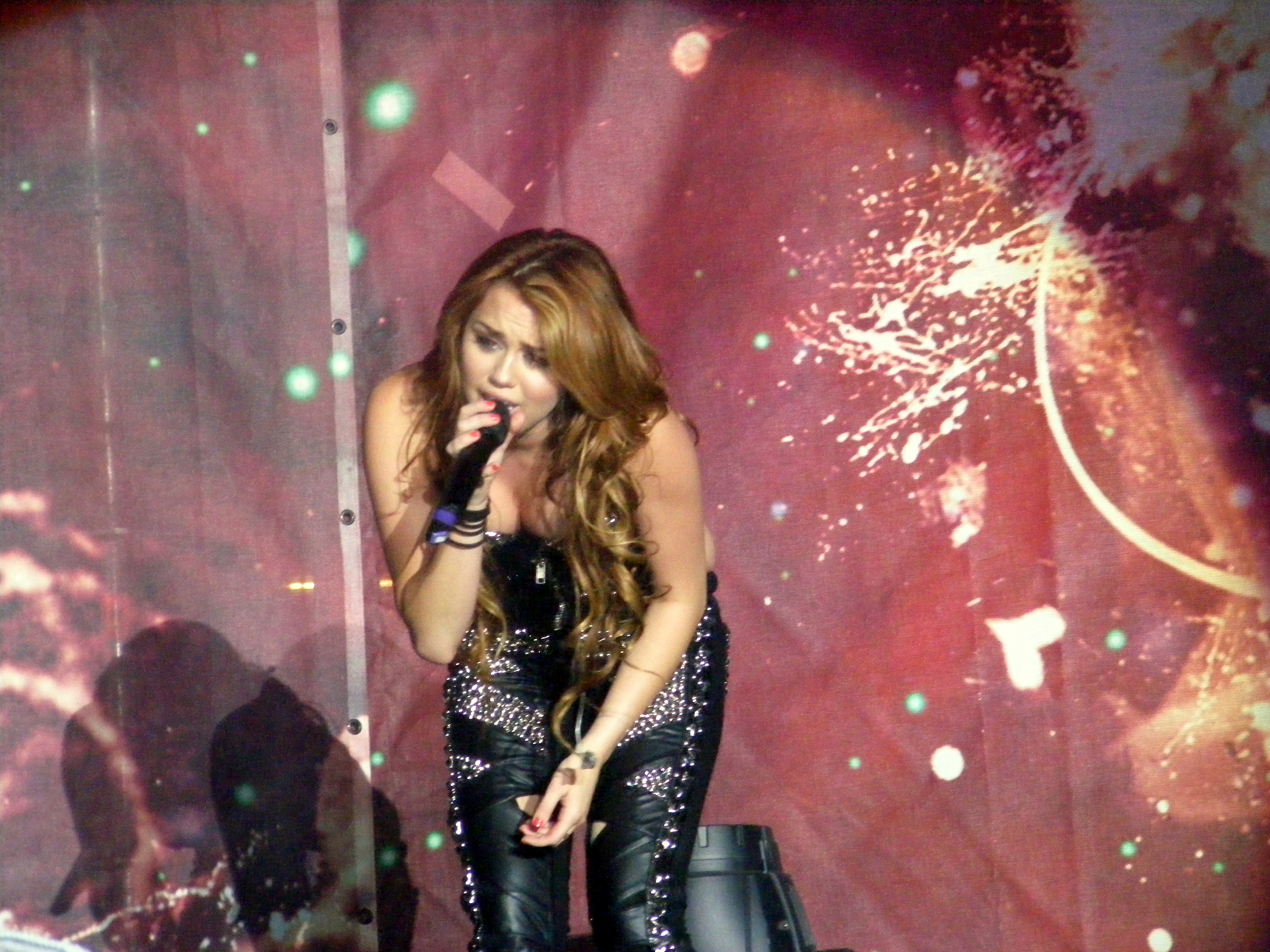
Cyrus interpretando "7 Things" durante el Gypsy Heart tour en Chile

«7 Things» está también bajo el título legal de «Seven Things I Hate About You», en el registro de Broadcast Music Incorporated (BMI). Como la mayoría de las canciones de Breakout, Miley compuso «7 Things», mientras estaba de viaje en el Best of Both Worlds Tour de octubre de 2007 a enero de 2008.

Yo estaba encerrada en el autobús todo el tiempo. Y fue, como, por ejemplo tuve un gran momento para tener un minuto para mí, que nunca llegó. Así que fue increíble para llegar a hacer eso y sólo un poco ir a través de todas las etapas diferentes de lo que ha pasado en el último par de años. Y yo sólo pensé que sería divertido que solo un poco. Ni siquiera significa para él ser para, ya sabes, el registro o para cualquier cosa. Era como "acaba de empezar a escribir este". Me metí en ella y he tocado algunos de los que para mi hermana y ella estaba como, "Tío, es increíble". Y fue muy divertido que, al igual que, un buen, momento de terapia para mí, sólo para ser capaz de pasar por todo. Fue impresionante. Fue muy divertido de escribir.

Cyrus dice "7 Things" fue inspirado por un exnovio. En una entrevista con Ryan Seacrest, Miley dijo que estaba "pasando por [...] nueve hasta cien diferentes emociones al mismo tiempo tratando de escribir la canción "y que su uso de la palabra" odio "demostrado lo furioso que estaba. Cuando Seacrest le preguntó si estaba preocupado tema de la canción que se oye y molesta ser, Cyrus respondió que mientras ella estaba un poco preocupado," lo quiero para estar molesto. Ese fue mi punto. "Ella mostró su proyecto de cocompositores y productores Tim James y Antonina Armato, quien sugirió que se incluyera en Breakout. En un principio," 7 Things "es más" suave y bonito ", pero Cyrus dice que" se volvió loco "durante el proceso de grabación y le dio a la una canción de un sonido más duro. Cyrus había elegido inicialmente "Fly on the Wall", como el primer sencillo de Breakout, pero lo sustituyó por "7 Things" porque sentía que era una "mejor introducción" para el álbum.

### Aclaraciones de Nick Jonas
La canción fue inspirada en la relación entre Cyrus y Nick Jonas.
Las denuncias de que "7 Things" fue sobre Nick Jonas, vocalista de los Jonas Brothers, surgieron poco después de estrenar la canción el 13 de mayo de 2008. Cyrus y Jonas habían salido durante dos años en secreto antes de separarse a finales de 2007. Cyrus afirmó, "Nick y yo nos amábamos", y que después de la ruptura que "gritó por un mes consecutivo" al tratar de rebelarse "contra todo lo que Nick quería ser". Se presume que la relación terminó tras el beso que dio Cyrus a Jonas durante uno de sus conciertos de "Hannah Montana meet Miley Cyrus" durante su presentación de "We got the party with us" a dúo con 'Jonas Brothers' grupo integrado por Nick y sus hermanos, debido a que Jonas se vio muy enfadado, porque él quería esconder su relación ante el público.
Henry Freeland describe "7 Things" como "la lista de razones por las que se odia a un exnovio, que podría ser de los Jonas Brothers, Nick Jonas, que también era su compañero de gira de conciertos durante su romance secreto de dos años. 
En el vídeo de '7 Things' Miley usa etiquetas de Nick. El collar que lleva es un regalo de Nick Jonas, aclaró ella en una ocasión, el cual es parte de su campaña en apoyo de las personas con diabetes, debido a que él es diabético. También presenta una foto caricaturizada, donde puede notarse que es Nick Jonas el que la acompaña. Cuando se le preguntó si las acusaciones eran ciertas, Cyrus dijo:

Creo que mucha gente piensa que es sobre Nick Jonas. Si piensan que es sobre él u otro que crean que es, está bien. Pero la mayor parte de esa canción es acerca de quien quieran que sea. Pero en realidad es sobre una chica que odia a su actual, o ex enamorado, para mí es un ex novio, por lo que, usted sabe, Nick fue alguien muy importante en mi vida, pero yo no lo odio. Es una buena canción y es divertida.

Mientras Jonas sólo atinó a reírse y decir: "Creo que es gracioso. Honestamente, no soy inseguro, mis amigos son muy cool, por lo que no puede ser sobre mí!" Según la revista Tiger Beat, cuando la mejor amiga de Cyrus, Mandy Jiroux se le preguntó si "7 Things" estaba dirigida a Nick Jonas, ella respondió, "sí".

## Track listings
| - US Digital Download 1. "7 Things" (Album Version) - 3:36 - US / EU 2-Track CD Single 1. "7 Things" (Album Version) - 3:36 2. "7 Things" (Instrumental) - 3:36 - EU 2-Track CD Single / Digital Download / JP CD Single 1. "7 Things" (Album Version) - 3:36 2. "See You Again" (Rock Mafia Remix) - 3:42 | - US / UK / EU 2-Track CD Single 1. "7 Things" (Album Version) - 3:36 2. "See You Again" (Wideboys Radio Edit) - 3:42 - EU Remix Maxi-CD Single 1. "7 Things" (Bimbo Jones Club Mix) - 6:33 2. "7 Things" (Bimbo Jones Dub Mix) - 3. "7 Things" (Bimbo Jones Radio Edit) - 2:58 4. "7 Things" (Radio Edit) - 3:24 |

## Posicionamiento en listas

### Semanales
| País (Lista 2008–2009)              | Mejor posición | Ref    |
| ----------------------------------- | -------------- | ------ |
| Alemania (GfK)                      | 17             | [ 3 ]  |
| Australia (ARIA)                    | 10             | [ 4 ]  |
| Austria (Ö3 Austria Top 40)         | 14             | [ 5 ]  |
| Bélgica (Ultratop 50 Flandes)       | 22             | [ 6 ]  |
| Bélgica (Ultratop 50 Valonia)       | 22             | [ 7 ]  |
| Canadá (Canadian Hot 100)           | 13             | [ 8 ]  |
| Escocia (OCC)                       | 15             | [ 9 ]  |
| Estados Unidos (Billboard Hot 100)  | 9              | [ 10 ] |
| Estados Unidos (Digital Song Sales) | 2              | [ 11 ] |
| Estados Unidos (Pop Airplay)        | 19             | [ 12 ] |
| Francia (Download Charts)           | 32             | [ 13 ] |
| Irlanda (IRMA)                      | 26             | [ 14 ] |
| Italia (FIMI)                       | 29             | [ 15 ] |
| Japón (Japan Hot 100)               | 8              | [ 16 ] |
| Noruega (VG-lista)                  | 8              | [ 17 ] |
| Nueva Zelanda (RMNZ)                | 24             | [ 18 ] |
| Países Bajos (Single Top 100)       | 80             | [ 19 ] |
| Reino Unido (UK Singles Chart)      | 25             | [ 20 ] |
| Suiza (Schweizer Hitparade)         | 35             | [ 21 ] |

### Anuales
| País (Lista 2008)                  | Mejor Posición | Ref    |
| ---------------------------------- | -------------- | ------ |
| Australia (ARIA)                   | 50             | [ 22 ] |
| Canadá (Canadian Hot 100)          | 86             | [ 23 ] |
| Estados Unidos (Billboard Hot 100) | 92             | [ 24 ] |
| Reino Unido (UK Singles)           | 170            | [ 25 ] |

## Certificaciones
| País (Organismo certificador) | Certificaciones | Ventas certificadas | Ref.   |
| ----------------------------- | --------------- | ------------------- | ------ |
| Australia (ARIA)              | 2× Platino      | 140 000             | [ 26 ] |
| Estados Unidos (RIAA)         | 2× Platino      | 2 000               | [ 27 ] |
| Nueva Zelanda (RMNZ)          | Oro             | 15 000              | [ 28 ] |
| Reino Unido (BPI)             | Plata           | 200 000             | [ 29 ] |

## Premios y nominaciones
7 Things fue nominado en distintas ceremonias de premiación. A continuación, una lista con algunas de las candidaturas que obtuvo la canción:
| Año  | Premiación             | Categoría                            | Resultado |
| ---- | ---------------------- | ------------------------------------ | --------- |
| 2008 | MTV Video Music Awards | Mejor artista nuevo                  | Nominada  |
| 2008 | Teen Choice Awards     | Mejor canción del verano             | Nominada  |
| 2009 | MTV Video Music Awards | Mejor edición en un video            | Nominada  |
| 2009 | MYX Music Awards       | Video musical internacional favorito | Nominada  |
| 2009 | VEVO Certified         | 100 millones de reproducciones       | Ganadora  |

## Apariciones
Esta canción estará en el "Wonder World Tour" de Miley Cyrus como su gira mundial. La canción estará como un alargue para abrir la segunda parte del concierto. Todavía no se sabe cuales son las canciones que le siguen, debido a que la única escena de este futuro concierto que se ha dado a conocer es la 3 de la primera parte. O sea la última escena de la primera parte, que es:
Vista de la futura escena 3/1 del concierto:
1. G.N.O. (Girl's Night Out) (alargue)
2. Start All Over
3. Hovering duet with Metro Station